# Institute of Statisticians
L'Institute of Statisticians ou Institut des statisticiens est une organisation professionnelle britannique créée en 1948 pour protéger les intérêts des statisticiens professionnels. Il a été initialement nommé The Association of Incorporated Statisticians Limited, mais cela a été changé plus tard. L'Institut a été créé après que la Royal Economic Society empêche en 1947 une extension de la Charte royale de la Royal Statistical Society, qui lui aurait permis d'organiser les examens.

## Histoire
L'Institut des Statisticiens tente d'obtenir sa propre Charte royale en 1978, et cela a conduit à des discussions avec la Royal Statistical Society à propos d'une éventuelle fusion. Les pourparlers se sont enlisées dans un désaccord sur la manière d'organiser les différentes catégories de membres. Quelques années plus tard, cependant, les discussions ont été réexaminées et, le 1er janvier 1993, les deux organisations ont fusionné, en devenant tout simplement la Royal Statistical Society.
À partir de 1950, l'Institut a publié un journal, d'abord appelé The Incorporated Statistician  (ISSN 1466-9404) puis renommé The Statistician  (ISSN 0039-0526) en 1962, avant d'être englobé dans le Journal of the Royal Statistical Society en tant que Série D au moment de la fusion en 1993,.